# Girls (Rita-Ora-Lied)
Girls (englisch für „Mädchen“) ist ein Lied der britischen Sängerin Rita Ora aus dem Jahr 2018, in Zusammenarbeit mit der US-amerikanischen Rapperin Cardi B, der US-amerikanischen Sängerin Bebe Rexha und der britischen Sängerin Charli xcx.

## Entstehung und Veröffentlichung
Das Lied wurde von den beiden Interpretinnen Cardi B (Belcalis Almanzar) und Rita Ora, zusammen mit Jonathan Coffer, Ben Diehl (Ben Billion$), Brian Lee, Ali Tamposi, Jordan Thorpe und Andrew Watt, geschrieben. Die ersten Entwürfe entstanden dabei schon im Jahr 2016. Coffer, Diehl und Andrew Watt zeichneten darüber hinaus auch für die Produktion verantwortlich. Das Mastering wurde von Chris Athens durchgeführt, die Abmischung erfolgte durch Jaycen Joshua.
Die Erstveröffentlichung von Girls erfolgte als Single am 11. Mai 2018 bei Atlantic Records. Diese erschien als digitaler Einzeltrack zum Download und Streaming (Katalognummer: 190295629878). Vier Wochen später, am 8. Juni 2018, erschien eine Remixversion von Steve Aoki als digitaler Einzeltrack (Katalognummer: 190295608569). Am 23. November 2018 erschien das Lied als Teil von Oras zweiten Studioalbum Phoenix (Katalognummer: 190295551568), dessen vierte Singleauskopplung es ist.

## Inhalt
Girls ist ein Poptitel mit Rap-Elementen. Der im Viervierteltakt und in E-Dur komponierte Song besitzt ein Tempo von 96 Schlägen pro Minute. Die Akkordfolge lautet E–C#m, der Stimmumfang reicht von F#3 bis B4. Die Instrumentation besteht aus Keyboard, Piano und Gitarre. Das Stück ist in Strophe-Refrain-Form geschrieben, zwischen beiden gibt es eine Bridge bzw. Pre-Chorus. Die erste Strophe singt Ora, es folgt der Pre-Chorus von Charli XCX. Beide Künstlerinnen singen dann den ersten Refrain. Die zweite Strophe wird von Rexha vorgetragen, die ebenfalls zusammen mit Ora den zweiten Pre-Chorus singt. Es folgt zum zweiten Mal der Refrain. Es folgte eine Bridge von Ora und Charli XCX, bevor die dritte Strophe von Cardi B gerappt wird. Den letzten Refrain und das Outro tragen alle beteiligten Künstlerinnen vor.
Als Vorbild hierfür diente laut Ora Katy Perrys Lied I Kissed a Girl.

“That was the first song anyone heard of Katy Perry’s, and it was just such a statement; it was so fun. I wanted to do something that was in that lane. […] I definitely want it to feel like it’s an anthem to somebody. I want there to be a sense of freedom for anyone who listens to it.”

„Das war der erste Song, den man von Katy gehört hat und es war einfach so ein Statement, er hat so viel Spaß gemacht. Ich wollte etwas in dieser Richtung tun. […] Ich will definitiv, dass sich ‚Girls‘ wie eine Hymne für jemanden anfühlt. Ich will, dass ein Gefühl der Freiheit für jeden mitschwingt, der ihn sich anhört.“

Laut Aussage von Ora war Cardi B die erste Person, die eine Strophe zu diesem Lied beisteuerte. Ora spielte das Lied ebenfalls der mit ihr befreundeten Charli XCX vor, die von diesem Lied ebenfalls angetan war, so dass Ora fragte, ob sie ebenfalls an dem Lied mitwirken wolle. Mit Rexha wollte Ora unbedingt ebenfalls zusammenarbeiten, da sie dieselben ethnischen Wurzeln hat und beide schon länger versuchten, in Kontakt zu kommen, um ein Lied aufzunehmen. Da alle vier beteiligten Personen Terminschwierigkeiten hatten um eine gemeinsame Aufnahme durchzuführen, nahmen alle ihren Gesangsteil jeweils separat auf. Am 4. Mai 2018 gab Ora per Twitter die Zusammenarbeit und den Veröffentlichungstermin von Girls bekannt.
Inhaltlich behandelt Girls weibliche Bisexualität. Die Vermutungen einiger Medien, dass Ora mit diesem Lied selbst auf ihre Bisexualität anspielt, bestätigte die Sängerin in einem späteren Statement.
| „I ain’t one-sided, I’m open-minded, I’m fifty-fifty and I’m never gonna hide it.“ – erste Strophe, Originalauszug | „Ich stehe nicht auf einer Seite, ich bin aufgeschlossen, ich bin 50/50 und ich werde es nie verstecken.“ – erste Strophe, deutsche Übersetzung |

## Liveauftritte
Bereits einige Monate vor Veröffentlichung trat Rita Ora zusammen mit Charli XCX mit dem Lied Girls beim BBC Radio 1’s Big Weekend 2017 auf. Die TV-Premiere fand am 24. Mai 2018 in der Finalshow der 13. Staffel von Germany’s Next Topmodel statt. Des Weiteren begann am Erscheinungstag der Single Oras Girls-Tour, die bis zum 2. September 2018 dauerte.

## Musikvideo
Mit der Veröffentlichung von Girls wurde zeitgleich ein Lyric-Video veröffentlicht. Dieses wurde bei YouTube über 16 Millionen Mal aufgerufen (Stand: Mai 2018). Verschiedene Medien berichteten über einen Videodreh zu Girls Ende April 2018. Das offizielle Musikvideo, welches von Helmi gedreht wurde, wurde schlussendlich am 6. Juni 2018 veröffentlicht.

## Rezeption

### Reaktionen der LBGTQ-Community
Nach Veröffentlichung von Girls gab es kritische Stimmen seitens der LBGTQ-Community. Hayley Kiyoko gab in einem Statement an, dass die Nachricht des Songs gefährlich sei, eine ganze Gemeinschaft kleingeredet werde und Bisexualität verniedlicht wird. Sie glaube zwar nicht, dass dies Oras Absicht gewesen sei, wirft ihr aber Unüberlegtheit vor. Auch R&B-Sängerin Kehlani kritisierte das Lied und schrieb, die Lyrics seien zum Teil verletzend. DJ Kittens schrieb auf Twitter: „Es ist gefährlich, wenn LGBT-Frauen fetischisiert und ihre Beziehungen nicht ernst genommen werden“. Weitere kritische Stimmen beziehen sich auf die problematischen Untertöne und der Stereotypität des Liedtextes, sowie der Tatsache, dass die beteiligten Künstlerinnen selbst nicht bisexuell seien und dass die Songschreiber, mit Ausnahme Oras, nur aus Männern bestehen. Ora entschuldigte sich via Twitter für den Songtext und bekannte sich zu ihrer Bisexualität: „Der Song repräsentiert eine sehr reale und ehrliche Erfahrung aus meinem Leben“. „Ich wollte niemals absichtlich LGBTQ-Menschen oder andere verletzen“, so die Sängerin weiter. Auch Rexha gab an, bereits bisexuelle Erfahrungen gemacht zu haben. Für sie geht es einfach nur darum, die LGBTQ-Gemeinschaft zu unterstützen. Für Charli XCX „ist die Konversation rund um den Song wirklich wichtig“. Auch sie gab an, dass es nie die Absicht war, mit Girls Leute zu verärgern oder zu verletzen, dennoch sei sie stolz auf dieses Lied, da sie damit Ora unterstützen konnte.

### Rezensionen
Das Lied an sich erhielt überwiegend positive Kritiken. Die Redaktion von 1Live hält die Kollaboration als „Kombi des Jahres“ und findet die Beats „fetter produziert“ als das ebenfalls positiv bewertete Lied Boys von Charli XCX. Auch das Magazin Intro vergleicht Girls mit Charli XCXs Lied Boys: „Ganz so großartig wie damals Charli XCXs »Boys« ist dies hier nicht, aber es kommt schon ziemlich nah ran“, so die Journalistin Julia Brummert. Das People-Magazin nennt das Lied „sexy summer jam“ und beschreibt es als „empowering bi-curious anthem“. Als ein „peppiges Sommerlied, welches den weiblichen Zusammenhalt und weiteres feiert“ beschreibt die Official Charts Company den Song und lobt vor allem Cardi Bs Rapeinlage.

## Kommerzieller Erfolg

### Chartplatzierungen
In die deutschen Singlecharts stieg Girls am 18. Mai 2018 auf Platz 80 ein, fiel aber bereits in der kommenden Chartwoche wieder aus diesen Charts heraus. Am 1. Juni 2018 stieg es erneut auf Platz 77 ein. Es war Oras zehnter Single-Charterfolg in Deutschland. Auch in Österreich und der Schweiz erreichte es Chartplatzierungen. In den britischen Singlecharts stieg Girls am 24. Mai 2018 auf Platz 22 ein und hielt sich zehn Wochen in den Top 100.
| ChartsChartplatzierungen     | Höchstplatzierung | Wochen |
| ---------------------------- | ----------------- | ------ |
| Deutschland (GfK)            | 69 (9 Wo.)        | 9      |
| Österreich (Ö3)              | 62 (3 Wo.)        | 3      |
| Schweiz (IFPI)               | 54 (3 Wo.)        | 3      |
| Vereinigtes Königreich (OCC) | 22 (10 Wo.)       | 10     |

### Auszeichnungen für Musikverkäufe
Für über 400.000 verkaufter Einheiten im Vereinigten Königreich wurde das Lied von der British Phonographic Industry am 1. Oktober 2021 mit einer Goldenen Schallplatte ausgezeichnet.
| Land/Region                  | Auszeichnungen für Musikverkäufe (Land/Region, Auszeichnung, Verkäufe) | Verkäufe |
| ---------------------------- | ---------------------------------------------------------------------- | -------- |
| Australien (ARIA)            | Gold                                                                   | 35.000   |
| Brasilien (PMB)              | 2× Platin                                                              | 80.000   |
| Norwegen (IFPI)              | Gold                                                                   | 30.000   |
| Polen (ZPAV)                 | Gold                                                                   | 10.000   |
| Vereinigtes Königreich (BPI) | Gold                                                                   | 400.000  |
| Insgesamt                    | 4× Gold · 2× Platin ·                                                  | 555.000  |

Hauptartikel: Rita Ora/Auszeichnungen für Musikverkäufe